# Anna & Senna
Anna & Senna är en nederländsk duo bestående av Anna Lagerweij (född 24 juli 2000) och Senna Sitalsing (född 6 oktober 1999).
Den 2 oktober 2010 vann de den nederländska uttagningen till Junior Eurovision Song Contest 2010. De kom därmed att representera Nederländerna i tävlingen den 20 november 2010, med låten "My Family". Låten som de kommer att tävla med har de skrivit själva, medan den har blivit producerad av Tjeerd Oosterhuis. Oosterhuis står bland annat bakom Nederländernas bidrag till Junior Eurovision 2005, då Tess sjöng "Stupid", och fjolårets Nederländska vinnarbidrag "Click Clack", framfört av Ralf. Vid finalen fick de 52 poäng vilket räckte till en nionde plats.